# Noyal-sur-Brutz
 Noyal-sur-Brutz  es una población y comuna francesa, situada en la región de Países del Loira, departamento de Loira Atlántico, en el distrito de Châteaubriant y cantón de Rougé.

## Demografía
| 351 | 385 | 376 | 422 | 443 | 481 |
| Para los censos de 1962 a 1999 la población legal corresponde a la población sin duplicidades (Fuente: INSEE [Consultar]) |     |     |     |     |     |